# 1766년
1766년은 수요일로 시작하는 평년이다.

## 연호
- 청(淸) 건륭(乾隆) 31년
- 일본(日本) 메이와(明和) 3년
- 후 레 왕조(後黎朝) 까인흥(景興) 27년

## 기년
- 류큐(琉球) 쇼보쿠왕(尚穆王) 15년
- 청(淸) 고종 건륭제(高宗 乾隆帝) 31년
- 조선(朝鮮) 영조(英祖) 42년
- 후 레 왕조(後黎朝) 현종(顯宗) 27년

## 문화
- 11월 10일 - 뉴저지의 마지막 식민지 총독 윌리엄 프랭클린이 여왕 대학 설립증에 서명하다. 이 대학은 나중에 럿거스 대학교(Rutgers University)로 개칭되었다.

## 사건
- 3월 9일 - 아담 스미스가 국부론을 저술하였다.

## 탄생
- 2월 14일 - 잉글랜드의 경제학자 토머스 로버트 멜더스. (~1834년)
- 4월 22일 - 프랑스의 소설가 제르맨 드 스탈. (~1817년)
- 6월 22일 - 조선의 후궁 원빈 홍씨. (~1779년)
- 8월 6일 - 영국의 물리학자, 화학자 윌리엄 하이드 울러스턴. (~1828년)
- 9월 6일 - 영국의 화학자 존 돌턴. (~1844년)
- 11월 29일 - 프랑스의 철학자 멘드비랑. (~1824년)

## 사망
- 2월 5일 - 오스트리아의 육군 원수 레오폴트 요제프 폰 다운 백작. (1705년~)